# Up (James Morrison)
Up è un brano musicale del cantante britannico James Morrison, secondo singolo estratto dall'album The Awakening. Il singolo è un duetto con la cantautrice pop Jessie J. Il brano è scritto da Morrison con la collaborazione di Toby Gad, e prodotto da Mark Taylor.
Il singolo ha debuttato alla posizione 95 della Official Singles Chart.

## Tracce
- Up feat. Jessie J – 3:38

## Videoclip
Il videoclip del singolo è stato distribuito dal 15 ottobre 2011, e vede i due cantanti eseguire il brano in diverse location di una palazzina apparentemente abbandonata. Il videoclip è diretto da Leanne Stott.

## Classifiche
| Paese             | Posizione massima |
| ----------------- | ----------------- |
| Austria           | 24                |
| Belgio (Fiandre)  | 54                |
| Belgio (Vallonia) | 54                |
| Germania          | 19                |
| Paesi Bassi       | 70                |
| Regno Unito       | 30                |
| Svizzera          | 75                |